# Ajzar Akmatow
Ajzar Akmatow (ros. Айзар Акматов; ur. 24 sierpnia 1998 w Biszkeku) – kirgiski piłkarz grający na pozycji środkowego obrońcy. Od 2017 jest zawodnikiem klubu Ałga Biszkek.

## Kariera piłkarska
Swoją karierę piłkarską Akmatow rozpoczął w klubie Dordoj Biszkek, w którym w 2016 roku zadebiutował w pierwszej lidze kirgiskiej.

## Kariera reprezentacyjna
W reprezentacji Kirgistanu Akmatow zadebiutował 10 września 2018 w wygranym 2:1 towarzyskim meczu z Syrią. W 2019 roku powołano go do kadry na Puchar Azji.